# Théorie de la connaissance

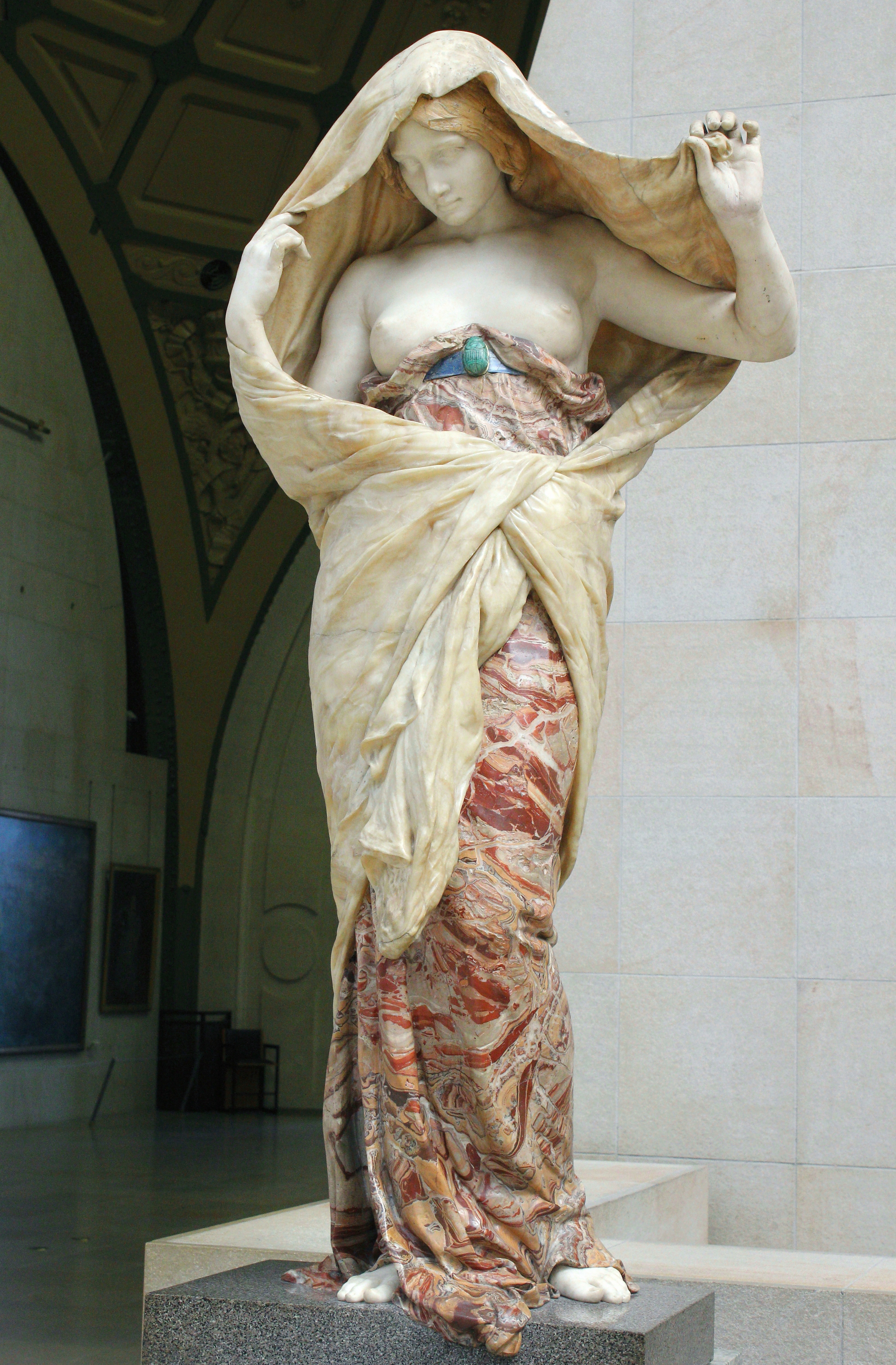
La Nature se dévoilant à la Science. Allégorie de Louis-Ernest Barrias, musée d'Orsay.

La théorie de la connaissance (Erkenntnistheorie en allemand), ou philosophie de la connaissance ou encore gnoséologie, est la branche de la philosophie qui se propose d'étudier la connaissance. Le terme « épistémologie » est parfois utilisé comme synonyme, bien qu'en français les deux concepts soient généralement distincts.
La théorie de la connaissance est un domaine majeur de la philosophie qui englobe les questions relatives aux conditions de la connaissance, à l'émergence de la connaissance ainsi qu'aux différentes formes de croyances. Elle étudie la nature, l'origine et la justification de nos connaissances, en questionnant la nature des idées et si nos sens en sont la source principale. Elle examine également ce qui constitue la certitude et la justification, ainsi que le type de doute qui peut objectivement exister à propos de tel ou tel type de croyance., 
La théorie de la connaissance est devenue transdisciplinaire et n'est plus uniquement incluse dans le champ de la philosophie.

## Terminologie
Jusqu’au XVIIe siècle encore, il n'existait pas de mot unique pour désigner l'étude de la connaissance. À partir du XVIIIe siècle, alors la philosophie de la connaissance émerge comme discipline propre, divers mots ont émergé dans différentes langues pour la nommer.
Parmi les plus populaire : en 1769, Alexander Baumgarten a utilisé le terme gnoseologia, qui a été adopté par certains auteurs francophones. En 1854, James Frederick Ferrier a introduit le terme epistemology en anglais. En allemand, le terme "Erkenntnistheorie" a gagné en popularité après un article influent d'Eduard Zeiler en 1862 et fut rendu en français par "théorie de la connaissance".
D'autres termes ont également été proposés pour désigner la théorie de la connaissance, tels que "esthétique transcendantale" utilisé par Emmanuel Kant, "Wissenschaftslehre" (Doctrine de la science) utilisé par Johann Gottlieb Fichte et Bernard Bolzano, "Wissenschaftstheorie" utilisé par Eugen Diihring, Erkenntnislehre utilisé par Wilhelm Traugott Krug, Theorie der Erkenntnis utilisé par Ernst Reinhold, "criterology" utilisé par les néothomistes, et "noetics" également utilisé par les néothomistes.

### Philosophie de la connaissance
Certains ouvrages choisissent de se référer à la discipline en employant simplement l'expression philosophie de la connaissance. C'est également cette expression qui a été retenue par le Collège de France.

### Théorie de la connaissance
L'origine s'en rattache à Karl Leonhard Reinhold, qui utilise les expressions « Theorie des menschlichen Vorstellungsvermögen » (théorie de la faculté de représentation humaine) et « Wissenschaft des gesammten Erkenntnissvermögens » (science de la faculté de connaître dans son ensemble). Selon Benno Erdmann (de), son extension est due à Eduard Zeller dans l'ouvrage Üeber Aufgabe und Bedeutung der Erkenntnistheorie (Sur la tâche et la signification de la théorie de la connaissance).

### Gnoséologie
Le Lalande, le Trésor de la langue française, ainsi que le Dictionnaire historique de la langue française définissent la gnoséologie comme la « théorie de la connaissance ».  
Lalande donne comme équivalents au terme gnoséologie (ou gnosiologie) les traductions Gnosiology en anglais, Gnoseologie en allemand (utilisé par Baumgarten mais actuellement inusité) et Gnoseologia en italien (très usuel). 
Le terme gnoséologique est employé comme adjectif pour désigner quelque chose ayant trait à la philosophie de la connaissance.

### Épistémologie
En français, le terme épistémologie est généralement distinct de la théorie de la connaissance. Cependant, certains auteurs francophones l'emploient dans ce sens,,, à l'instar de l'anglais où le mot epistemology est strictement équivalent à theory of knowledge (théorie de la connaissance).
Le terme épistémologique est régulièrement employé comme adjectif pour désigner quelque chose ayant trait à la philosophie de la connaissance.

## Histoire
Les chercheurs contemporains utilisent un certain nombre de méthodes différentes pour essayer de comprendre la relation entre les visions passés sur la connaissance et nos visions contemporaines. Des auteurs comme Thomas Sturm se demandent ainsi :  « Devons-nous supposer que les problèmes de l'épistémologie sont pérennes et qu'essayer de reconstruire et d'évaluer les arguments de Platon, de Hume ou de Kant a également un sens pour les débats actuels ? ». Ainsi la question se pose : doit-on, dans les études contemporaines, chercher à reconstruire et évaluer de façon rationnelle les perspectives historiques, ou simplement les décrire ? Cette section se contente de décrire les points de vue des auteurs du passé sans les ré-évaluer à l'aune des connaissances modernes.

### Philosophie antique
La pensée classique distingue différentes formes de connaissance, à savoir la doxa (en grec δόξα) et l'epistếmê (en grec  ἐπιστήμη, c'est-à-dire la science), discutant de la valeur de la vérité. La doxa, puisqu'elle est fondée sur l'expérience sensible, est trompeuse et instable, et s'oppose donc à la vraie connaissance. Au contraire, la science, étant fondée sur la raison, est le modèle de la connaissance certaine et incorruptible.

#### Parménide
Parménide est le premier penseur connu à dévaloriser la connaissance sensible, affirmant l'importance d'une connaissance déduite exclusivement de la raison. Or, une telle connaissance n'était pas objectivable, étant sans prédicat : pour Parménide, en effet, d'Être on ne peut que dire qu'il est, et rien d'autre. La philosophie de la connaissance parménidienne est donc totalement soumise à l'ontologie, c'est-à-dire à la dimension statique de l'être.
Parménide, en exposant dans la première partie du Poème les règles auxquelles toute connaissance du réel doit se soumettre pour prétendre à quelque vérité, peut être considéré comme le père de la science au sens moderne du mot.

#### Sophistes et Socrate
Si avec la sophistique s'affirmait une forme de connaissance basée exclusivement sur la doxa et centrée sur l'éristique indépendamment de toute valeur de vérité, Socrate fut cependant le premier à poser le problème gnoséologique de manière radicale, interrogeant directement les fondements de la connaissance : Que savons-nous ? Qui peut être vraiment sage (savant) ? Commence alors une activité plus dynamique de pensée, le grand philosophe déclarant que la vraie connaissance ne nous vient pas de l'extérieur, mais naît dans l'âme ; c'est pourquoi elle n'est pas enseignable en réalité : le maître ne peut qu'aider l'élève à lui donner naissance lui-même, l'aider à « accoucher » de sa propre connaissance (art de la maïeutique).

#### Platon
Le thème de la nature et de la recherche de la connaissance prend une part importante dans l'œuvre de Platon, notamment dans la République et le Théétète.
Platon a suivi les traces de Parménide et de Socrate, réévaluant toutefois partiellement l'expérience. En effet, selon Platon, les sens servent à éveiller en nous la mémoire des idées, c'est-à-dire de ces formes universelles avec lesquelles le monde a été façonné et qui nous permettent de le connaître. Connaître signifie donc se souvenir : la connaissance est un processus de réminiscence d'une connaissance qui réside déjà dans notre âme, et est donc "inné". Pour Platon, cependant, les idées se situent au-delà du processus logique-dialectique, et donc (comme déjà chez Parménide et Socrate) elles sont difficiles à objectiver, n'étant accessibles que par le biais de intuition.

#### Aristote
Aristote a formalisé de manière plus précise et systématique le processus cognitif, resté quasiment inchangé jusqu'au XIXe siècle. Par rapport à Platon, Aristote a en outre réévalué l'expérience sensorielle, et pourtant, comme son prédécesseur, il a maintenu l'hypothèse selon laquelle l'intellect humain ne se limite pas à recevoir passivement des impressions sensorielles, mais joue un rôle actif qui lui permet de dépasser les particularités éphémères des objets et saisir leur essence dans l'action. Il distingue ainsi différents degrés de connaissance : au niveau le plus bas, la sensation, qui a pour objet des entités particulières, tandis qu'au niveau le plus élevé, l'intuition intellectuelle, capable d' « abstraire » l'universel des réalités empiriques. Savoir signifie donc abstraire (du latin ab + trahere, "tirer de").

### Philosophie médiévale, une branche de la théologie
La transmission de la philosophie grecque au christianisme pendant les premiers siècles de la christianisation de l'Empire romain a joué un rôle déterminant dans le développement de la théologie et de la théorie de la connaissance chrétiennes. Cette intégration a permis aux penseurs chrétiens de formuler des concepts théologiques en s'appuyant sur des cadres philosophiques établis.

#### Traducteurs et intermédiaires
Philon d'Alexandrie, un érudit juif du début de l'ère chrétienne, a été l'un des premiers à harmoniser les enseignements de la Torah avec la philosophie platonicienne. 
Des figures telles que Boèce ont également joué un rôle crucial en traduisant les œuvres de Platon et d'Aristote du grec au latin, rendant la philosophie grecque accessible à un public plus large dans l'Empire romain occidental.

#### Philosophie néoplatonicienne et développement doctrinal
Le néoplatonisme a exercé une influence profonde sur des penseurs chrétiens comme Saint Augustin, dont les écrits continuent de façonner la théologie chrétienne. Augustin a utilisé des éléments néoplatoniciens pour aborder des questions de foi, de la nature de Dieu et de l'âme, intégrant ainsi une riche tradition philosophique dans le discours chrétien.
Le christianisme primitif, en intégrant des éléments du platonisme, a reconnu en Dieu le garant du domaine des idées, adoptant ainsi une orientation dualiste marquée par une distinction entre le profane et le spirituel. Cette structuration, décrite par Augustin dans ses Confessions (397/98), soulignait l'attractivité de la nouvelle religion qui réussissait à fusionner les philosophies de l'Antiquité avec une vision gnostique de l'histoire et du monde. Dans De civitate Dei (413-426), Augustin envisageait la formation d'une nouvelle communauté spirituelle transcendant les structures étatiques. Cette intégration n'a pas altéré la gnoséologie platonicienne, mais elle a renforcé sa dimension mystique et contemplative, particulièrement chez les néoplatoniciens comme Plotin. Pour eux, la connaissance (epistème) transcende la rationalité et même l'intuition, atteignant son apogée dans l'extase qui seule permet l'identification à l'Un, fondement de toute réalité, réintroduisant ainsi la conception parmenidienne de l'Être comme ineffable et imprévisible.
En même temps, cependant, le christianisme a développé une structure organisationnelle dans laquelle Rome et le Pape formaient le centre, et dont les conseils et les débats canoniques controversés exerçaient de plus en plus le pouvoir de marginaliser les tendances concurrentes. Pour l'Antiquité tardive, cette concurrence acharnée est aussi importante que l'amincissement des savoirs anciens. Le paysage des bibliothèques anciennes a perdu de son importance, les livres de l'Antiquité n'étaient plus mis à jour avec de nouvelles copies. Les monastères ont pris en charge la coordination des échanges intellectuels, en se concentrant sur les écritures du christianisme ; en fin de compte, la destruction exemplaire de livres a créé une distance par rapport au matériel éducatif ancien et a conduit au résultat qui est maintenant discuté dans la science sous le nom de pertes de livres dans l'Antiquité tardive.

#### Saint Thomas d'Aquin
Même les pierres angulaires de la gnoséologie aristotélicienne sont restées presque inchangées tout au long du Moyen Âge, réaffirmées et valorisées en particulier par Thomas d'Aquin. En effet Thomas les approfondit, et affirma que la connaissance doit se fonder sur la correspondance entre l'intellect et la réalité. Cela signifie que la vérité est atteinte lorsque les structures intellectuelles du sujet s'ajustent à celles de l'objet. C'était la position connue sous le nom de réalisme modéré, qui dans le contexte du problème des universaux s'opposera au nominalisme, qui soutenait que les principes cognitifs de l'intellect n'ont pas de base ontologique et que les universaux ne sont que des conventions linguistiques.

#### Guillaume d’Ockham
Au XIVe siècle, le nominalisme s'est développé en système grâce à Guillaume d'Ockham et Jean Buridan. La notion de science devient le centre de nombreuses discussions sur le statut du savoir parmi les états mentaux, les objets de la connaissance et la possibilité de savoir quelque chose. Les idées d'Ockham ont été négligées et parfois combattues par ses contemporains mais son principe du rasoir, résumé par lui comme « Les multiples ne doivent pas être utilisés sans nécessité » est resté célèbre.

### Époque moderne: déplacement des débats théologiques

#### Rationalisme
Le rationalisme est un courant, né au XVIIe siècle, et pour lequel « toute connaissance valide provient soit exclusivement, soit essentiellement de l'usage de la raison ». Des auteurs comme René Descartes (on parle alors du cartésianisme), ou Leibniz fondent les bases conceptuelles de ce mouvement, qui met en avant le raisonnement en général, et plus particulièrement le raisonnement déductif, dit aussi analytique. Il s'agit donc d'une théorie de la connaissance qui postule le primat de l'intellect. L'expérimentation y a un statut particulier : elle ne sert qu'à valider ou réfuter les hypothèses. En d'autres mots, la raison seule suffit pour départager le vrai du faux dans le raisonnement rationaliste. Les rationalistes prennent ainsi comme exemple le célèbre passage du dialogue de Platon, dans le Ménon, où Socrate prouve qu'un jeune esclave illettré, étape par étape et sans son aide, peut refaire et redémontrer le théorème de Pythagore.

Le rationalisme, surtout moderne, prône le primat des mathématiques sur les autres sciences. Les mathématiques représentent, en effet, le moyen intellectuel démontrant que l'intellect et la raison peuvent parfois se passer de l'observation et de l'expérience. Déjà Galilée, en 1623, suivant la conception cosmologique proposée par Platon dans le Timée, expliquait dans son ouvrage L'essayeur — qui est également une démonstration de logique — :

« Le grand livre de l'Univers est écrit dans le langage des mathématiques. On ne peut comprendre ce livre que si on en apprend tout d'abord le langage, et l'alphabet dans lequel il est rédigé. Les caractères en sont les triangles et les cercles, ainsi que les autres figures géométriques sans lesquelles il est humainement impossible d'en déchiffrer le moindre mot. »

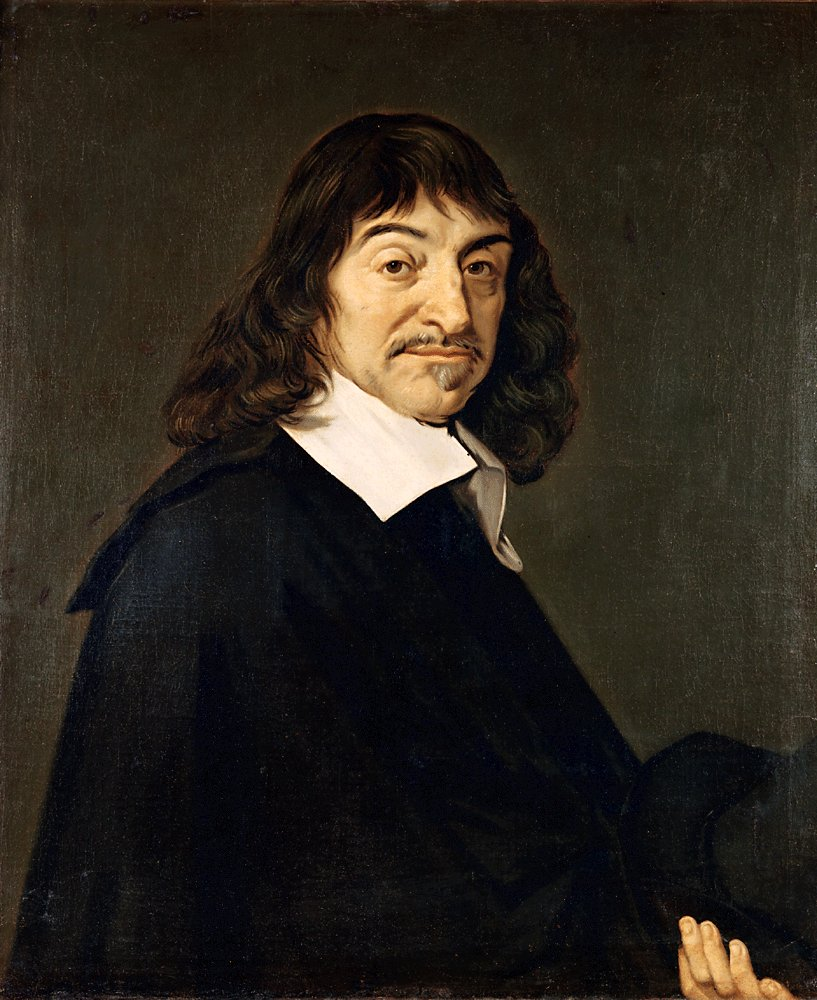
René Descartes.

##### René Descartes
Descartes, se référant à l'innéité platonicienne, tentait de la transformer en un système gnoséologique autonome, qui permettrait à la raison de déduire la  vrai a priori. On peut dire qu'alors que  la gnoséologie pour de Platon était un "moyen" pour s'élever à la dimension ontologique, elle devient avec Descarte la "fin" même de la philosophie, à laquelle l'être est désormais soumis.
Pour Descartes, seul a valeur ce qui est objectivable et rationalisable sous une forme claire et évidente, à partir de l'analyse introspective de la raison. Il a ainsi donné naissance au courant du rationalisme, au sein duquel cependant plus tard Spinoza placera l'immédiateté de l'intuition au-dessus du discours rationnel, revenant à la Substance le «principe de son intelligibilité».

Le rationalisme, surtout moderne, prône le primat des mathématiques sur les autres sciences. Les mathématiques représentent, en effet, le moyen intellectuel démontrant que l'intellect et la raison peuvent parfois se passer de l'observation et de l'expérience. Déjà Galilée, en 1623, suivant la conception cosmologique proposée par Platon dans le Timée, expliquait dans son ouvrage L'essayeur — qui est également une démonstration de logique — :

« Le grand livre de l'Univers est écrit dans le langage des mathématiques. On ne peut comprendre ce livre que si on en apprend tout d'abord le langage, et l'alphabet dans lequel il est rédigé. Les caractères en sont les triangles et les cercles, ainsi que les autres figures géométriques sans lesquelles il est humainement impossible d'en déchiffrer le moindre mot. »

Le rationalisme a pris l'ascendant sur la scolastique principalement en tant que philosophie qui a repris des formes d'argumentation du débat théologique. Comme les scolastiques, les rationalistes ont poussé à une philosophie des conclusions logiques qui donne du poids aux définitions idéales. La grande différence avec les scolastiques était de traiter avec les autorités. Thomas d'Aquin a publié Aristote - René Descartes a plutôt combiné sa philosophie avec la science, les mathématiques et un nouveau matérialisme. Il a plaidé pour un monde qui pourrait être logé dans le Système de coordonnées cartésiennes qui porte son nom. L'homme était comparable à une machine. Selon Descartes, les cordons nerveux communiquaient avec le cerveau par pression et tension,. Les autorités n'avaient plus valeur probante en ce monde.

#### Empirisme

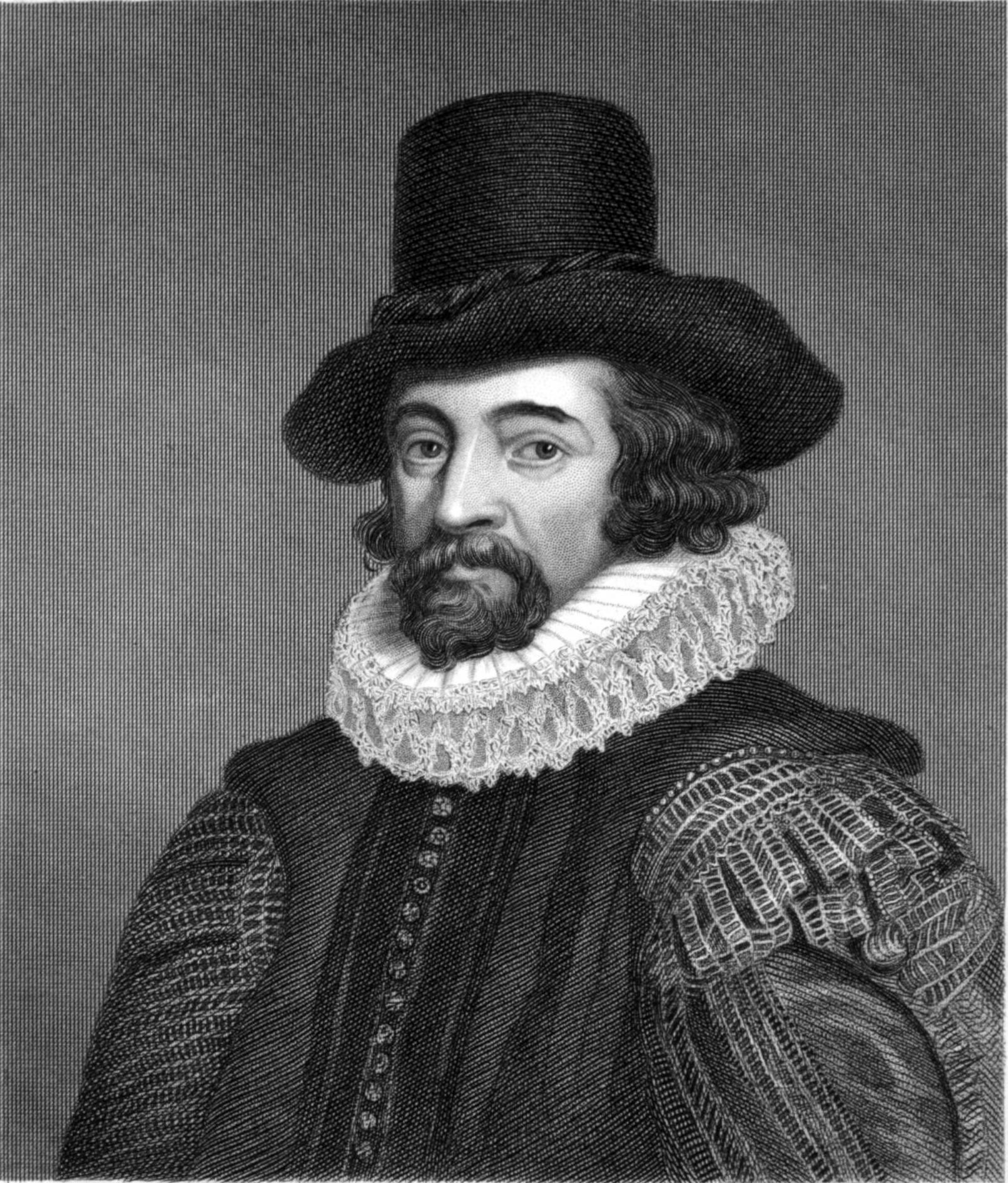
Francis Bacon

D'autre part, en Angleterre un courant philosophique a commencé à prendre forme selon lequel la connaissance se fonde sur l'accumulation d'observations et de faits mesurables, dont on peut extraire des lois par un raisonnement inductif (dit aussi synthétique), allant par conséquent du concret à l'abstrait. Les principaux représentants de ce courant, qui a eu comme précurseurs Francis Bacon et Thomas Hobbes, étaient John Locke, George Berkeley et David Hume. Les principes auxquels ils entendaient conduire toute forme de connaissance humaine étaient essentiellement au nombre de deux :  
- La vérifiabilité, selon laquelle il est logique de ne connaître que ce qui est expérimentalement vérifiable. Ce qui n'est pas vérifiable n'existe pas ou n'a pas de valeur objective.
- Le mécanisme, selon lequel tout phénomène (y compris la connaissance humaine) se produit selon des lois mécaniques de cause à effet.

L'empirisme se décompose lui-même en sous-courants : le matérialisme qui soutient que seule la matière sensible existe ; le sensualisme qui considère que les connaissances proviennent des sensations (c'est la position de Condillac par exemple) ; l'instrumentalisme, qui voit dans la théorie un outil abstrait ne reflétant pas la réalité.

##### Francis Bacon
Pour le philosophe anglais Francis Bacon, ce sont les observations et les expériences qui donnent accès au réel, et la théorie en découle par généralisation induction. Pour Bacon, la construction de théories est donc un processus d'apprentissage supervisé.

#### Critique de Leibniz
L'empirisme ainsi exprimé a d'abord été critiqué par Leibniz, qui a réaffirmé l'innéité des idées, mais aussi contesté Descartes, selon lequel il n'y a que les idées dont on a une connaissance claire et objective. , déductibles « a priori » de la raison : pour Leibniz, en revanche, il y a aussi des pensées dont on n'a pas conscience, et qui agissent à un niveau inconscient. Plus tard, Bertrand Russell mentionne dans son ouvrage Science et Religion ce qu’il nomme le « scandale de l’induction » : cette méthode de raisonnement n'a rien d'universel, en effet, et selon lui les lois admises comme générales par l'induction n'ont été cependant vérifiées que pour un certain nombre de cas expérimentaux. Dans l'empirisme, le raisonnement est secondaire alors que l'observation est première.

#### Le tournant Humien
Les contributions significatives de David Hume en font une figure incontournable de la philosophie de la connaissance. À travers ses œuvres Traité de la nature humaine et Enquête sur l'entendement humain, Hume a été le premier à critiquer les revendications métaphysiques de la connaissance d'entités au-delà de l'expérience empirique. Son approche critique l'a amené à remettre en question les enquêtes philosophiques traditionnelles, telles que les substances, le temps et l'espace. Cette critique soulève des doutes quant à la possibilité de la philosophie en tant que métaphysique. La critique de Hume a été perçue par certains comme purement négative, mais en réalité, son travail nous laisse avec un projet viable pour l'activité philosophique. Hume montre que la sensibilité joue un rôle important dans la formation de nos croyances empiriques et que nos certitudes ne viennent pas de la raison, mais de notre incapacité à les remettre en question. Cette critique permet de mieux comprendre comment se forment nos opinions, ce qui nous permet de préférer certaines d'entre elles à d'autres pour des raisons pratiques et morales.

#### Kant
Plus tard, Kant a également critiqué l'empirisme et a affirmé que la connaissance est essentiellement un processus critique, dans lequel l'esprit humain joue un rôle fortement actif. Opérant une sorte de révolution copernicienne de la pensée, Kant a souligné comment les lois scientifiques avec lesquelles nous connaissons le monde sont façonnées par notre esprit plutôt que d'être dérivées par induction de l'expérience. Le savoir pour Kant d'une part est a priori, car il ressort de l'activité de nos catégories mental; d'autre part, cependant, ces catégories ne sont activées que lorsqu'elles reçoivent des données empiriques à traiter, obtenues passivement des sens. De cette manière, il pensait pouvoir concilier empirisme et rationalisme.
Il convient de souligner que pour Kant la connaissance n'est pas une simple collection de notions, mais c'est la capacité de connecter de manière critique et conscient l'information qui vient du monde extérieur : "savoir" signifie donc connecter,.

### Philosophie de la connaissance à l'ère de la Science:XIXeet début duXXesiècle
À la charnière du XIXe et du début du XXe siècle, la théorie de la connaissance connaît un tournant radical sous l’impulsion des avancées scientifiques. L’interaction dynamique entre la philosophie et la science devient le terreau fertile d’un questionnement profond sur les fondements, les méthodes et les limites de la connaissance humaine.
À l’aube du XXe siècle, ell  se complexifie avec l’émergence de nouvelles théories scientifiques qui remettent en question les postulats newtoniens de l’universalité et de l’objectivité absolue. 

#### Philosophie analytique
Ces changements paradigmatiques influencent profondément des philosophes comme Bertrand Russell et Ludwig Wittgenstein, qui explorent les relations entre le langage, la logique et la connaissance. Wittgenstein, dans son Tractatus logico-philosophicus, propose une vision où la structure du langage délimite les frontières de notre monde conceptuel, ce qui a d’importantes implications pour la compréhension de ce que nous pouvons savoir et dire scientifiquement.

#### Modèle de Karl Popper
Pour Karl Popper, les scientifiques construisent au gré de leur imagination, en fonction des données et des théories alors acceptées, les hypothèses les plus diverses, notamment des mises à l'épreuve de ces théories, avant d'éliminer celles qui sont réfutées par les observations et les expériences. C'est la réfutabilité qui distingue une théorie scientifique d'une affirmation métaphysique. Elle en est le critère de démarcation.

### La théorie de la connaissance de la fin duXXesiècleet auXXIesiècle
Selon Philippe Descola la théorie de la connaissance tente de s'émanciper des cultures et des périodes historiques qui ont présidé à son élaboration et elle s'ouvre à la diversité. Pascal Picq propose même d'actualiser le pari de Pascal : « Par-delà les controverses […], ne pourrait-on reprendre le principe éthique de ce pari pour les générations futures, en agissant pour préserver [les biodiversités naturelle et domestique] ainsi que la diversité culturelle qui leur est liée ? ». Edgar Morin, Philippe Descola et Pascal Picq, entre autres, invitent l'humanité à respecter la diversité historisée des sources de la connaissance et des cosmogonies. Quitte à user du « droit d'inventaire ».
Sous sa forme moderne, la question serait toujours d'aboutir « à déterminer ce que valent la science et la représentation »..

#### Actualisation de la notion: théorie complexe de la connaissance
Edgar Morin, dans le cadre de son œuvre sur l'intelligence de la complexité (épistémologie complexe) et plus particulièrement du tome 3 de La méthode a écrit un ouvrage sur la connaissance de la connaissance. Il considère que la connaissance comporte en elle : diversité et multiplicité. Dès lors la théorie de la connaissance ne saurait être réduite à :
- une seule dimension : individuel, collectif, universel…
- un seul aspect : information, perception, description, idée, théorie…
- une seule source : la science, la culture…
- une architecture pyramidale, mais plutôt un réseau de liens tissés entremêlés évolutionnistes…

Edgar Morin estime que : « Nous, habitants du monde occidental et occidentalisé subissons sans en avoir conscience 2 types de carences cognitives : 1) les cécités d'un mode de connaissance qui, compartimentant les savoirs, désintègre les problèmes fondamentaux et globaux, lesquels nécessitent une connaissance transdisciplinaire. 2) l'occidentalo-centrisme qui nous juche sur le trône de la rationalité et nous donne l'illusion de posséder l'universel. Ainsi, ce n'est pas seulement notre ignorance, c'est aussi notre connaissance qui nous aveuglent ». « Notre mode de connaissance [compartimentation en disciplines non communicantes, hyper spécialisation des experts, l'actualité tue la connaissance…] a sous-développé l'aptitude à contextualiser l'information et à l'intégrer dans un ensemble qui lui donne sens. [… Ce] mode de connaissances parcellarisé produit des ignorances globales. […] A cela se combinent les limitations : 1) du réductionnisme, 2) du binarisme [à tiers exclus], 3) de la causalité linéaire qui ignore les boucles rétroactives [ou les récursivités], 4) du manichéisme qui ne voit qu'opposition entre le bien et le mal ». « Dès lors, le développement de l'aptitude à contextualiser et à globaliser les savoirs devient un impératif de l'éducation ». « La réforme de [la théorie de] la connaissance appelle une réforme de pensée. La réforme de la pensée appelle de la reliance qui puisse relier les connaissances entre elles, relier les parties au tout, le tout aux parties, et qui puisse concevoir la relation du global au local et du local au global. Nos modes de pensée doivent intégrer un va-et-vient constant entre ces niveaux (voir introduction à la pensée complexe) »,. « C'est la réforme de pensée qui permettrait le plein emploi de l'intelligence pour répondre aux 3 défis (culturel, sociologique, civique) et qui permettrait la liaison des deux cultures disjointes (humanités et sciences). Il s'agit d'une réforme, non pas programmatique mais paradigmatique, qui conserve notre aptitude à organiser la connaissance ».

#### Complexification liée à l'assurance-réassurance
Lionel Naccache affirme qu'« aujourd'hui la connaissance ne fait plus peur à personne alors que depuis trois mille ans notre culture occidentale n'a cessé de la décrire comme vitale et dangereuse ».

#### Complexification liée au retour du citoyen
Isabelle Stengers, invite à un ralentissement de la Science afin que le citoyen puisse apprécier « où va le monde » dans sa globalité par suite des activités scientifiques mais aussi techniques et politiques qui lui sont liées. Elle y reprend notamment le concept de Bruno Latour de « matter of concern », c'est-à-dire de « matière à préoccupation », que chaque citoyen peut éprouver vis-à-vis de techniques comme les OGM, les champs de colza-pétrole sur les terres vivrières, ou les champs d'éoliennes ou de panneaux solaires sur des terres agricoles, l'acharnement thérapeutique…

## Questions relatives à la connaissance
La théorie de la connaissance explore des questions fondamentales sur la nature et les origines de notre connaissance. Elle s'interroge notamment sur ce que sont les idées et les concepts, et si toutes nos connaissances proviennent de nos sens. Elle examine aussi les critères de justification des connaissances, posant la question de savoir si la connaissance peut être simplement définie comme une croyance à la fois vraie et justifiée. De plus, elle aborde la question de la vérité, se demandant si celle-ci relève plus de la cohérence entre les propositions ou de leur correspondance avec les faits réels.

### Nature des idées et concepts

#### Historique
Platon, avec sa notion de formes immuables et parfaites existant dans un monde intelligible, a proposé que notre connaissance du monde sensible soit une réflexion imparfaite de ces formes universelles. Cette idée a profondément influencé son élève Aristote, qui a toutefois remanié ce concept en intégrant les formes non pas dans un royaume abstrait, mais comme immanentes aux objets eux-mêmes, soulignant ainsi leur accessibilité par l'observation directe et l'analyse.,
Les pensées rationalistes et empiristes rompent avec cette idée d'une existence des concepts en dehors de l'esprit humain. Pour les rationalistes, tels que Descartes, les idées innées n'existe que dans l'esprit humain. En revanche, les empiristes, tels que Locke et Hume, étendront cette vision en ajoutant rien ne peut être présent à l'esprit qui ne soit une perception. Hume cependant soutient que l'origine des impressions sensorielles est mystérieuse et peut être due soit directement à l'objet, soit à un acte créatif de l'esprit, soit à une cause divine, mais cette origine reste fondamentalement inaccessible et indécidable pour la raison humaine.
L'idéalisme, notamment avec Berkeley, a radicalisé l'idée platonicienne en niant l'existence de la matière hors de la perception, affirmant que les idées et les perceptions sont tout ce qui existe. Par la suite, la phénoménologie et le structuralisme ont continué à explorer la façon dont les idées et les structures sous-jacentes émergent de nos interactions avec le monde, mais avec un accent renouvelé sur la conscience subjective et les systèmes de signes, respectivement.

### Définition de la connaissance

#### Croyance vraie justifiée

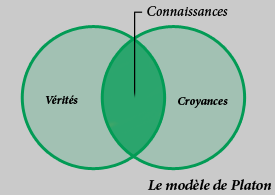
Selon Platon, la connaissance est à l'intersection de vérités et de croyances

L'approche classique définit la connaissance comme une croyance vraie et justifiée. C'est ainsi qu'à la fin du Ménon Platon propose de définir la connaissance ainsi (il conteste cependant cette idée dans le Théétète). Cette définition exclut les cas où un individu a une croyance vraie, mais où il n'est pas en mesure d'expliquer pourquoi cette croyance est vraie. L'individu peut ainsi croire que la terre tourne autour du soleil (proposition p) par exemple par ouï dire, sans être capable de l'expliquer. La proposition p est vraie, mais l'individu n'a pas la connaissance que la terre tourne autour du soleil. Il s'agit pour l'individu d'une croyance.
La justification de la croyance est donc l'élément crucial de cette analyse traditionnelle de la connaissance, et de nombreuses théories contemporaines cherchent à en déterminer précisément la nature et les modalités ; la théorie de la justification est l'une des principales branches de la théorie de la connaissance.
Le terme de « connaissance » a longtemps désigné, en philosophie, des croyances dont la vérité est justifiée de manière certaine. Toute croyance présentant un moindre degré de justification constitue à ce compte une « opinion probable » (ou connaissance par provision). Ce point de vue prévaut encore dans l'œuvre de Bertrand Russell (notamment dans les Problèmes de philosophie, 1912). Au cours des décennies qui suivirent, l'idée selon laquelle le degré de justification des croyances doit s'évaluer en termes de certitude a perdu en influence.

#### Problème de Gettier et définitions alternatives

Un diagramme d'Euler représentant une version de la définition traditionnelle de la connaissance adaptée au problème de Gettier. Ce problème nous donne des raisons de penser que toutes les croyances vraies justifiées ne constituent pas une connaissance.

L'explication de la connaissance fondée sur la croyance vraie a fait l'objet de critiques sévères dans la seconde moitié du XXe siècle, lorsque Edmund Gettier a proposé divers contre-exemples,.
Dans une fameuse prétendue affaire Gettier, une personne conduit sur une route de campagne. Il y a beaucoup de façades de grange le long de cette route et une seule vraie grange. Mais il n'est pas possible de faire la différence entre elles depuis la route. La personne s'arrête alors par coïncidence devant la seule vraie grange et croit qu'il s'agit d'une grange. L'idée derrière cette expérience de pensée est qu'il ne s'agit pas de connaissance même si la croyance est à la fois justifiée et vraie. La raison en est qu'il ne s'agit que d'un heureux hasard puisque la personne ne peut pas faire la différence : elle aurait formé exactement la même croyance justifiée si elle s'était arrêtée sur un autre site, auquel cas la croyance aurait été fausse,,.
Divers exemples supplémentaires ont été proposés dans le même sens. La plupart d'entre eux impliquent une croyance vraie justifiée qui ne correspond apparemment pas à la connaissance parce que la justification de la croyance n'est en quelque sorte pas pertinente pour sa vérité,,. Ces contre-exemples ont suscité des réponses très diverses. Certains théoriciens pensent qu'il suffit de modifier sa conception de la justification pour les éviter. Mais l'approche la plus courante consiste à rechercher un critère supplémentaire,. Sur cette vue , tous les cas de connaissance impliquent une croyance vraie justifiée, mais certaines croyances vraies justifiées ne constituent pas une connaissance puisqu'elles manquent de cette caractéristique supplémentaire. Il existe diverses suggestions pour ce quatrième critère. Certains épistémologues exigent qu'aucune fausse croyance ne soit impliquée dans la justification ou qu'aucun "vainqueur" de la croyance ne soit présent,. Une approche différente consiste à exiger que la croyance suit la vérité, c'est-à-dire que la personne n'aurait pas la croyance si elle était fausse,.
Aujourd'hui les cognitivistes estiment qu'un individu maîtrise une connaissance lorsqu'il est en mesure d'expliquer rationnellement sa croyance vraie. Exemple : L'individu annonçant que c'est bien la Terre qui tourne autour du Soleil (leçon apprise à l'école) et qui se montre capable d'en faire la démonstration pour lui-même ou pour autrui.[réf. nécessaire]

#### Positivisme et constructiviste
Ainsi on peut résumer deux visions concernant la nature de la « connaissance »: 
- la posture positiviste considère la valeur de vérité des connaissances propositionnelles représentant la réalité comme indépendante de la volonté des hommes, sans contenu métaphysique et où une « bonne verbalisation de la réalité » s'imposerait sans que les desiderata ou la subjectivité d'un décideur n'aient à intervenir (ex : loi d'Ohm {\displaystyle U=RI} en électricité, principe fondamental de la dynamique {\displaystyle F=ma} en mécanique, équation E=mc2 en physique nucléaire, ...). Cette posture est en général bien adaptée aux connaissances des sciences exactes (ex: physique, chimie, biologie, ...),
- la posture constructiviste, à la suite de Kant, considère la connaissance comme le produit de l'entendement humain.

### Acquisition de la connaissance

#### Source de la connaissance
Le philosophe empiriste (cf. John Locke, David Hume) place l'expérience sensible à l'origine de l'acquisition de la connaissance. Pour sa part, le rationaliste (cf. René Descartes, Karl Popper, Jules Vuillemin) la fait reposer sur l'exercice de la raison. Se manifeste aussi une ré-union ou synthèse du sensible (Percept) et de la raison (concept) chez des auteurs comme Rudolf Steiner (dans sa Philosophie de la liberté), Schelling. Réunir les deux éléments serait à la fois l'origine et l'acte même de « connaître » rendu effectif par « le penser »[réf. nécessaire].
Par exemple, l'idéaliste verra le monde des idées comme l'élément premier de toutes choses alors que le spiritualiste lui rétorquera « non, le monde des idées provient de la source première qui est le Divin ». Quant au réaliste – devant ces propos qui lui seront insignifiants – il se contentera tout simplement de ce qu'il a devant les yeux (aspect sensoriel).
Il existe de nombreuses propositions de sources de connaissances et de croyances justifiées que nous prenons pour des sources réelles de connaissances dans notre vie quotidienne. Parmi les plus couramment discutées figurent la perception, la raison, la mémoire et le témoignage,.
La connaissance, celle de la définition, peut être acquise :
1- directement par l'observation du réel avec des tours de main, des outils, des instruments de mesure plus ou moins sophistiqués, les médecins utilisent le terme de la clinique…
- issue du Cosmos, ou de la Nature,
- issue de l'être (vivant, humain, non humain),
- issue des corpus culturels existants.

2- indirectement comme le résultat issu, notamment :
- la résolution d'une équation qui décrit le fonctionnement du réel (théorème de Pythagore, formule de l'oxydo-réduction en chimie, etc.),
- l'utilisation d'un modèle copiant analogiquement le réel (girouette, maquette à échelle réduite, etc.), d'un modèle mathématique qui synthétise la résolution de plusieurs équations décrivant le réel, ou modèle mixte (analogique et mathématique),
- l'utilisation d'un simulateur copiant numériquement le réel (par exemple : météorologie, ou simulateur qui accélère l'histoire d'un processus réel, etc.),
- l'utilisation d'une expérience qui met en œuvre une hypothèse sur le fonctionnement possible ou probable du réel.

Des controverses existent sur la qualification en connaissance valable (au sens de la définition) des résultats acquis à partir de modèles, simulateurs ou expériences qui sont censées représenter :
- des anticipations (sondages)…
- des comportements… Exemples simples : simuler le marché avec le modèle de la concurrence pure et parfaite, avec le modèle du tous les consommateurs sont raisonnables, en l'absence d'un sous système (intégré dans le modèle) qui soit lié à la spéculation sur les monnaies… qui ne sont pas représentatifs du réel mais de l'idée que l'on se fait du réel.

#### Le modèle théorique de l'accès à la connaissance
Jean-Michel Besnier se demande (p. 14) : « Comment s'effectue cette élaboration qui a conduit au savoir ? Par quels prismes la réalité est-elle passée avant de devenir un objet pour le sujet qui connaît ? ».
La synthèse de diverses entrées donne la schématique suivante :
Le Réel ⇔ la Réalité ⇔ la Représentation ⇔ La Théorie ⇔ Le Modèle ⇔ l'explication du réel ⇔ l'anticipation de la recherche et l'Observateur en lien avec chaque entité / Référentiel.
- Le Réel : le cosmos, un morceau du cosmos.
- La Réel observable : la partie perceptible du réel, soit directement, soit via des instruments de plus en plus sophistiqués. Ce niveau peut être assimilé au non linguistique.
- La Réalité : La description de l'observation du réel observable en utilisant un langage. Nous en arrivons au linguistique.
- La Représentation : « l'idée du » ou « l'idée que l'on se fait du », « le monde », les cosmogonies, etc. fait partie aussi du « linguistique ».
- la Théorie ou l'hypothèse : la tentative d'explication (au 1er tour) par la déduction, l'induction, l'intuition, l'imagination, la créativité… utilisant ou pas des mathématiques et de la logique.
- le Modèle : la réification de la théorie ou de l'hypothèse par une analogie plus ou moins numérique.
- l'explication du réel : la mise en mots du résultat permettant la validation ou la critique, ainsi que la justification et/ou la vérification par un Autrui.
- l'anticipation : ce que la théorie, le modèle et l'explication permettent de prévoir en plus, à plus ou moins long terme… Ce qui permet la réfutabilité selon le principe basique « Si… Alors" ou "Sinon… Alors » : « si l'hypothèse ou la théorie est bonne alors le fait suivant ne peut/doit pas se produire ». « Si ce fait se produit alors l'hypothèse ou la théorie est fausse ou incomplète ».
- l'Observateur : celui qui agit avec :
  - ses sens et son expérience sensible,
  - ses capacités manuelles et mentales,
  - sa conscience, son doute, son autocritique,
  - son intelligence et sa raison,
  - son imagination, sa créativité, son intuition,
  - mais aussi ses stéréotypes, ses préjugés, ses croyances,
  - ses obstacles épistémologiques,
  - Le Référentiel qu'il s'est choisi ou qui s'impose à lui.

Nota : La majuscule pour indiquer des différences ontologiques.
Selon C. Castoriadis :
1. le monde se prête indéfiniment à des organisations ensidiques [voir théorie des ensembles et de leurs relations],
2. le monde n'est pas épuisable par ces organisations (objets et/ou relations).

Voir la création de connaissance dans l'article connaissance.

### Valeur de la connaissance
L'un des problèmes centraux de la théorie de la connaissance est le problème de la justification, la détermination des circonstances dans lesquelles une croyance - c'est-à-dire un certain jugement ou proposition à laquelle nous acquiesçons - peut vraiment s'appeler connaissance.

#### Contingence et nécessité
Certaines proposition sont toujours vrai (les tautologies) ou toujours fausse (les contradictions), ces proposition sont dites analytique ou nécessaire.
En revanche la contingence est le statut des propositions qui ne sont ni toujours vraies sous toutes les évaluations possibles ni toujours fausses sous toutes les évaluations possibles.

#### Justification "a priori" et "a posteriori"
Les termes a priori ('avant') et  a posteriori ('après') sont utilisés pour distinguer deux types de connaissances : les connaissances a priori sont celles qui, dans certaines sens, est indépendant de l'expérience ; tandis que la connaissance a posteriori est la connaissance qui, dans un certain sens important, dépend de l'expérience.
Les jugements « a posteriori » se vérifient en recourant à l'expérience, ce sont des jugements empiriques, ils se réfèrent à des faits. Ils ont une validité particulière et contingente. Exemples : "les étudiants en philosophie sont assidus" ou "les personnes âgées sont calmes". En revanche, la connaissance qu'"aucun célibataire n'est marié" ne nécessite aucune enquête pour être établie comme vraie, il s'agit donc d'une connaissance "a priori". Il semble raisonnable de dire que tout le monde "sait" que c'est vrai. On dirait même que c'est évident. D'où vient la justification de cette connaissance ? Il est clair que cela ne vient pas d'avoir demandé à chaque célibataire s'il est marié. Il semble plutôt qu'il suffit de comprendre le sens des termes impliqués, pour être convaincu que la proposition est vraie.
Pour une propositions analytiques, c'est-à-dire une proposition dont la vérité repose sur le sens des termes impliqués, et non sur ce qu'est le monde, notre justification pour y croire est « a priori ». Cela ne veut pas dire, bien sûr, que notre connaissance de sa vérité soit "complètement" indépendante de l'expérience, puisque la signification de chaque terme est apprise empiriquement. Mais une fois les termes compris, la « justification » de la vérité des propositions ne semble pas dépendre de l'expérience (c'est-à-dire de ce qu'est le monde). Il existe d'autres candidats à la connaissance a priori, dont la justification a priori ne réside pas dans le fait que la proposition est analytique. Par exemple, la phrase célèbre de Descartes, « Je pense donc je suis », vise à montrer que pour que quelqu'un sache qu'il existe, il n'a pas besoin de recourir à l'expérience, mais simplement d'y penser pour être convaincu. Un autre candidat important est la connaissance de Dieu. Les arguments ontologiques tentent de montrer, sans recourir à l'expérience, que Dieu existe.
Traditionnellement, la connaissance a priori est associée à la connaissance de l'universel et du nécessaire, tandis que la connaissance a posteriori est associée au particulier et au quota. L'expérience sensorielle sur laquelle reposent généralement les justifications des propositions « a posteriori » n'étant pas toujours fiable, ces propositions peuvent être rejetées sans tomber dans des contradictions.

#### Débat actuel
Cependant, à partir de l'ouvrage Naming and necessity de Saul Kripke, la possibilité d'une connaissance contingente a priori et d'une connaissance nécessaire a posteriori fait actuellement débat.

### Lien entre la connaissance et d'autres notions
La théorie de la connaissance traite des relations existant entre la connaissance et :
- le Savoir ou les savoirs[72],
- la croyance,
- l'information,
- l'incertitude,
- l'opinion,
- l'erreur,
- l'illusion.

#### Lien entre la connaissance et le(s) savoir(s)
Un savoir individuel a d'abord été une connaissance pour un individu (un : à minima).
Une fois formalisé (à minima : par écrit), le Savoir existe indépendamment de l'Individu.
La théorie de la connaissance s'intéresse à la transmission des savoirs d'un individu sachant vers un individu ou un collectif apte et volontaire pour apprendre.
La stratégie, la pédagogie, les moyens de cette transmission sont les aspects les plus importants pour tenir l'objectif d'une transmission exhaustive et opérationnelle chez l'apprenant.
La médiation par un individu sachant est d'autant plus importante qu'il y a un tour de main ou des astuces à acquérir dans la maîtrise par un apprenant d'un savoir.

#### Lien entre la connaissance et l'information
Lionel Naccache dénonce la confusion entre la connaissance et l'information ; et clarifie l'enjeu : « La connaissance est une histoire de Je. Une histoire de sujets qui en vivant cette expérience [de la connaissance - information] quotidiennement courent le risque de réviser leurs modèles de croyances et d'interprétations du monde et d'eux-mêmes ».
Edgar Morin nous invite « à dissiper l'illusion qui prétend que nous serions arrivés à la société de la connaissance ». Il précise « la connaissance pertinente est celle qui est capable de situer toute information dans son contexte, et si possible dans l'ensemble ou elle s'inscrit. […] La connaissance progresse principalement, non par sophistication, formalisation et abstraction, mais par la capacité à contextualiser et à globaliser. […] La connaissance n'est connaissance qu'en tant qu'organisation mise en relation et en contexte des informations ».

## Institutions liés

### En France
Au Collège de France, les chaires suivantes ont été créées :
- de 1962 à 1990, une chaire de Philosophie de la connaissance, dont le titulaire était Jules Vuillemin.
- de 1986 à 1990, une chaire d'Épistémologie comparative, dont le titulaire était Gilles-Gaston Granger.
- de 1995 à 2010, une chaire de Philosophie du langage et de la connaissance, dont le titulaire était Jacques Bouveresse.
- de 2010 à aujourd'hui, une chaire de Métaphysique et philosophie de la connaissance dont la titulaire est Claudine Tiercelin[7].

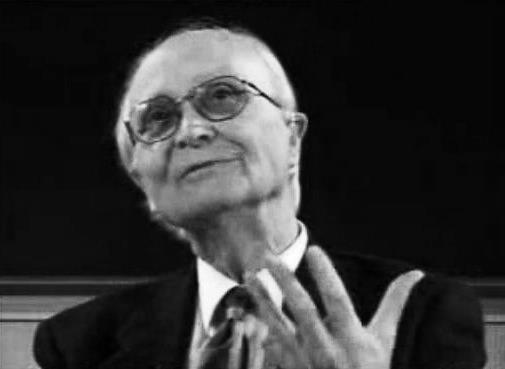
Gilles Gaston Granger
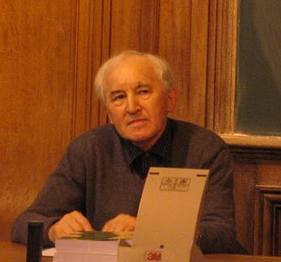
Jacques Bouveresse